# 221-es busz (Budapest)
A budapesti 221-es jelzésű autóbusz a Széll Kálmán tér és Csillebérc, KFKI között közlekedik. A vonalat a Budapesti Közlekedési Zrt. üzemelteti.

## Története
2022. augusztus 6-án Normafa térségének közösségi közlekedésének átalakítása kapcsán a 21-es busz útvonala Normafáig rövidült, a kieső csillebérci szakaszon a 221-es viszonylat közlekedik, részint Telebusz-rendszerben.
2024. február 5-étől 20 óra után az autóbuszokra csak az első ajtón lehet felszállni.

## Útvonala
| Csillebérc, KFKI felé |
| Széll Kálmán tér M vá. – Várfok utca – Széll Kálmán tér – Krisztina körút – Magyar jakobinusok tere – Alkotás utca – Nagyenyed utca – Istenhegyi út – Költő utca – Diana utca – Eötvös út – Konkoly-Thege Miklós út – Csillebérc, KFKI vá.             |
| Széll Kálmán tér felé |
| Csillebérc, KFKI vá. – Konkoly-Thege Miklós út – Eötvös út – Hollós út – Mátyás király út – Költő utca – Istenhegyi út – Nagyenyed utca – Alkotás utca – Magyar jakobinusok tere – Krisztina körút – Vérmező út – Várfok utca – Széll Kálmán tér M vá. |

## Megállóhelyei
Az átszállás kapcsolatok között a 21-es és a 21A jelzésű betétjáratok nincsenek feltüntetve.
| 0                                                                                    | Széll Kálmán tér M végállomás | 23 | 5, 16, 16A, 22, 22A, 39, 91, 102, 116, 128, 129, 139, 140, 140A, 149, 155, 156, 222 4, 6, 17, 56, 56A, 59, 59A, 59B, 61 781, 782, 783, 784, 785, 786, 787, 789, 791, 793, 794, 795 |
| 2                                                                                    | Déli pályaudvar M             | 20 | 17, 56, 56A, 59, 59A, 59B, 61 39, 102, 139, 140, 140A 770 S10 S12 S30 G30 Z30 S34 S35 S40 Z40 S42 Z42 IC, sebesvonat, gyorsvonat, expresszvonat,                                   |
| 4                                                                                    | Kék Golyó utca                | 18 | 39, 102 59, 59A, 59B |
| 5                                                                                    | Székács utca                  | 17 | |
| 6                                                                                    | Szent Orbán tér               | 16 | 102, 112, 210, 210B, 212, 212A, 212B |
| 8                                                                                    | Pethényi út                   | 15 | 210, 210B, 212, 212A, 212B |
| 9                                                                                    | Nógrádi utca                  | 14 | 210, 210B, 212, 212A, 212B |
| 10                                                                                   | Óra út                        | 13 | 210, 210B, 212, 212A, 212B |
| 11                                                                                   | Istenhegyi lejtő              | 12 | 210, 210B, 212, 212A, 212B |
| 12                                                                                   | Adonis utca                   | 11 | 210, 210B, 212, 212A, 212B 60 |
| 13                                                                                   | Városkút                      | 10 | 210, 210B, 212, 212A, 212B 60 |
| 14                                                                                   | Svábhegy                      | 9  | 210, 210B, 212, 212A, 212B 60 |
| 15                                                                                   | Ordas út                      | 8  | 210B, 212, 212B |
| 16                                                                                   | Őzike köz                     | 7  | 210B, 212, 212B |
| 17                                                                                   | Fülemile út                   | 6  | 210B, 212, 212B |
| 18                                                                                   | Normafa, Gyermekvasút         | 5  | Gyermekvasút 210B, 212, 212B |
| 19                                                                                   | Normafa, látogatóközpont      | 4  | 210B, 212, 212B |
| 20                                                                                   | Csillagvizsgáló               | 3  | 212B |
| 21                                                                                   | Csillebérc, Gyermekvasút      | 3  | Gyermekvasút 212B |
| Ezen a szakaszon hétvégén hajnalban, illetve késő este csak igény esetén közlekedik. |                               |    | |
| 22                                                                                   | Sötétvágás utca               | 2  | 212B |
| 22                                                                                   | Magas út                      | 1  | 212B |
| 23                                                                                   | KFKI étterem                  | 0  | 212B |
| 24                                                                                   | Csillebérc, KFKI végállomás   | 0  | 212B |